# Scotopteryx griseolineata
Scotopteryx griseolineata är en fjärilsart som beskrevs av Prüffer 1923. Scotopteryx griseolineata ingår i släktet backmätare, och familjen mätare. Inga underarter finns listade.